# グランプリ・シクリスト・ド・モンレアル2010
グランプリ・シクリスト・ド・モンレアル2010(Grand Prix Cycliste de Montréal 2010）は、グランプリ・シクリスト・ド・モンレアルの第1回目のレース。
2010年9月12日に、カナダ、モントリオールで行われ、ロベルト・ヘーシンクが初代優勝者の座に就いた。

## 結果
9月12日(日) モントリオール・サーキット(12.6km x 16周＝193.6km)
| 順位 | 選手名                       | 国籍       | チーム                            | 時間          |
| ---- | ---------------------------- | ---------- | --------------------------------- | ------------- |
| 1    | ロベルト・ヘーシンク         | オランダ   | ラボバンク                        | 4時間58分22秒 |
| 2    | ペーター・サガン             | スロバキア | リクイガス・ドイモ                | +04秒         |
| 3    | ライダー・ヘシェダル         | カナダ     | ガーミン・トランジションズ        | 同            |
| 4    | アイマル・スベルディア       | スペイン   | チーム・レディオシャック          | 同            |
| 5    | マキシム・モンフォール       | ベルギー   | チーム・HTC - コロンビア          | 同            |
| 6    | サムエル・サンチェス         | スペイン   | エウスカルテル・エウスカディ      | +09秒         |
| 7    | レオナルド・ドゥケ           | スペイン   | コフィディス                      | +14秒         |
| 8    | アレクサンドル・ボチャロフ   | ロシア     | チーム・カチューシャ              | 同            |
| 9    | フランチェスコ・ガヴァッツィ | イタリア   | ランプレ - ファルネーゼ・ヴィーニ | 同            |
| 10   | アレッサンドロ・バッラン     | イタリア   | BMC・レーシングチーム             | 同            |
| 80   | 新城幸也                     | 日本       | Bbox ブイグテレコム               | +9分14秒      |

- ベストクライマー：アンヘル・マドラソ（ スペイン、ケス・デパーニュ）
- ベストカナディアン&敢闘賞：ライダー・ヘシェダル